# Jakob Mois
Jakob Mois (* 22. September 1907 in Rottenbuch; † 23. Januar 1998 ebenda) war ein deutscher katholischer Priester, Heimatforscher und Historiker.

## Leben
Nach seinem Studium der Theologie wurde er Im Mai 1934 wurde er in Freising zum Priester geweiht. Mois war zunächst Präfekt des Freisinger Knabenseminars.
In den 1950er Jahren war Jakob Mois Expositus in Großberghofen. Von 1965 bis 1981 war er Wallfahrtskurat, d. h. Wallfahrtspriester, Seelsorger und Betreuer der Wallfahrtsstätte auf dem Hohen Peißenberg.
Er war ein Kenner des Malers Matthäus Günther und des Pfaffenwinkels. Die letzten Jahre seines Lebens verbrachte er im Kloster Don Bosco in Rottenbuch, wo er 1998 starb und auf dem dortigen Friedhof bestattet wurde.

## Werke (Auswahl)
- Die Stiftskirche zu Rottenbuch. München 1953 (2. Auflage Rottenbuch 2000).
- Das Stift Rottenbuch in der Kirchenreform des XI.–XII. Jahrhunderts. Ein Beitrag zur Ordens-Geschichte der Augustiner-Chorherren. München 1953. (Beiträge zur altbayerischen Kirchengeschichte 19 ISSN 0341-8456.)

Er verfasste insgesamt etwa 70 Schriftwerke zur Kirchen- und Kunstgeschichte, davon einiges zur Rottenbucher Geschichte.

## Ehrungen
- 1974: Ehrenbürger der Gemeinde Rottenbuch
- 1975: Verleihung des Titels Monsignore durch Papst Paul VI.
- 1983: Ehrenpromotion zum Dr. h.c. der Ludwig-Maximilians-Universität München